# Fricktalisch-Badische Vereinigung für Heimatkunde
Die Fricktalisch-Badische Vereinigung für Heimatkunde (FBVH) ist ein Geschichtsverein nach schweizerischem Recht, der die Region am Hochrhein auf schweizerischer und deutscher Seite bearbeitet.

## Entwicklung des Namens
Bei der Gründung 1925 wurde der Name Fricktalisch-Badische Vereinigung für Heimatkunde und Heimatschutz gewählt. Auf der Jahresversammlung vom 31. Mai 1953 wurde der Name verkürzt auf Fricktalisch-Badische Vereinigung für Heimatkunde. Während der Begriff Heimatschutz in Deutschland politisch belastet ist, hat er in der Schweiz eine gänzlich andere Bedeutung – der Schweizer Heimatschutz setzt sich dafür ein, dass Baudenkmäler der Schweiz verschiedener Epochen vor dem Abbruch bewahrt werden und weiterleben. Die Streichung des Zusatzes bedeutete keine Distanzierung vom Heimatschutz, sondern sollte Verwechslungen mit den Heimatschutzorganisationen vermeiden und deutlich machen, dass diese zwischenzeitlich die Aufgaben voll übernommen hatten und abdeckten.

## Arbeitsgebiet
Die Tätigkeit bezieht sich auf die historisch und kulturell verbundenen Landschaften Dinkelberg, Fricktal, Wehratal und Hotzenwald mit den Zentren Rheinfelden AG/Rheinfelden (Baden), Wehr, Frick, Bad Säckingen und Laufenburg AG/Laufenburg (Baden).
Diese Gebiete nördlich und südlich des Hochrheins gehörten bis zur napoleonischen Neuordnung im Südwesten des damaligen Heiligen Römischen Reiches und der Alten Eidgenossenschaft zum vorderösterreichischen Breisgau. Heute gehören sie politisch zum schweizerischen Kanton Aargau und dessen Bezirken Laufenburg und Rheinfelden oder zum deutschen Bundesland Baden-Württemberg und dessen Landkreisen Lörrach und Waldshut.
Im Raum Rheinfelden (Baden) und Wehr (Baden) gibt es eine Überschneidung mit dem Arbeitsgebiet des Geschichtsvereins Markgräflerland und im Gebiet um Bad Säckingen und Laufenburg (Baden) mit dem Arbeitsgebiet des Geschichtsvereins Hochrhein mit denen aber kooperiert wird.

## Mitgliedschaft
Neben dem Verein für Geschichte des Bodensees und seiner Umgebung ist der FBVH der einzige in Südbaden tätige regionale Geschichtsverein der grenzüberschreitend arbeitet. Allerdings liegt der Anteil der deutschen Mitglieder an der gesamten Mitgliedschaft nur bei etwa 10 Prozent.
Wie bei regionalen Geschichtsvereinen üblich gibt es neben Einzelmitgliedern (natürliche Personen) auch Kollektivmitglieder (juristische Personen), wozu eine Anzahl deutscher und Schweizer Gemeinden aus dem Arbeitsgebiet des Vereins gehören.

## Geschichte
Die ur- und frühgeschichtlichen Forschungsarbeiten einzelner Personen beiderseits des Hochrheins führten bei diesen in den 1920er-Jahren zum Bewusstsein, dass man sich in einer
einheitlichen urgeschichtlichen Landschaft befinde in der auch die gleichen frühgeschichtlichen Kulturen zu finden waren. Dies beförderte den Erfahrungsaustausch auf persönlicher Ebene und löste den Wunsch nach einer gemeinsamen organisatorischen Plattform aus. Auf badischer Seite war der ehrenamtlicher Bezirkspfleger der vor- und frühgeschichtlichen Altertümer im Amtsbezirk Säckingen, Emil Gersbach, die treibende Kraft. Auf der fricktalischen Seite sind Josef Ackermann, Hans Rudolf Burkart, Albert Matter und Karl Fuchs zu nennen. Bestärkt wurde man durch die Archäologen Reinhold Bosch und Eugen Tatarinoff. Einem ersten Treffen im Sommer 1924 folgte am 14. Dezember 1924 eine Tagung zur Urgeschichtsforschung in Säckingen und im Juli 1925 die Tagung der Schweizerischen Gesellschaft für Urgeschichte in Säckingen und Rheinfelden auf der bereits die Gründung einer fricktalisch-badischen historischen Vereinigung angepeilt wurde. Deren Gründungsversammlung fand dann am 6. September 1925 in Stein statt. Völkische Töne des Schweizers Albert Matter führten zu einiger Missstimmung. Im aargauischen Rheinfelden gab es Vorbehalte gegen die grenzüberschreitende Organisation. Bis Ende 1926 hatte man gleichwohl 320 Mitglieder geworben.
Anfang der 1930er-Jahre hatte die Vereinigung aus ihrer Grabungsarbeit bereits große Mengen prähistorischer Fundstücke für die es keinen Raum und erst recht keinen Ausstellungsraum gab. Nachdem die Stadt Rheinfelden AG 1929 aus einem Nachlass das Haus zur Sonne erhielt – verbunden mit der Auflage dort ein Fricktaler Heimatmuseum zu errichten – suchte die Vereinigung dort ein Domizil für die Funde. Die Vereinigung erhielt zwei Sitze in der Museumskommission und errichtete die prähistorische und römische Abteilung des Fricktaler Museums, das 1934 eröffnet wurde. Derweil wurde in der Vereinigung die Fokussierung auf die Prähistorie kontrovers diskutiert. Neben den Fundstücken ist auch die Bibliothek der Vereinigung im Museum untergebracht. Bemühungen um die Wiederbelebung des bäuerlichen Trachtenwesens gehörten ebenfalls zu den frühen Tätigkeiten des Vereins.
Nach der nationalsozialistischen Machtübernahme in Deutschland gab es in der Schweiz starke Bestrebungen die Vereinigung in eine rein schweizerische umzuwandeln und jegliche Zusammenarbeit mit der deutschen Seite zu beenden. Dies erfolgte nicht, aber es kam zu einem beträchtlichen Mitgliederschwund, der den Fortbestand in Frage stellte. Als 1953 der Zusatz Heimatschutz im Namen der Vereinigung getilgt wurde, gab es auch wieder Vorschläge das Badische im Namen ebenfalls zu streichen, was aber von der Mehrheit abgelehnt wurde.

## Publikationen
Zu Beginn des Jahres 1926 gab der FBHV die 1884 von Franz August Stocker gegründete und bis zu seinem Tode 1892 geführten Zeitschrift Vom Jura zum Schwarzwald. Geschichte, Sage, Land und Leute. Herausgegeben unter Mitwirkung einer Anzahl Schriftsteller und Volksfreunde. mit neuem Untertitel heraus – Vom Jura zum Schwarzwald. Blätter für Heimatkunde und Heimatschutz. Diese Zeitschrift wird bis heute als Jahrbuch weitergeführt. Die Jahrgänge bis und mit 2018 stehen als Digitalisate bei E-Periodica zur Verfügung.
Sonderausgaben, wie die Landeskunde: Nachbarn am Hochrhein und das Sagenbuch: Tannhupper und Leelifotzel, ergänzen das veröffentlichte Angebot.